# Тропік Козорога

Мапа Світу з зображеним на ній тропіком Козорога

Тро́пік Козоро́га або півде́нний тро́пік, (також зворотник Козорога) — одна з п'яти основних паралелей, які позначаються на мапах світу. Вона розташована на 23° 26′ 15″ на південь від екватора та позначає найпівденнішу широту, на якій Сонце може з'являтися в зеніті. Це відбувається в полудень у день зимового сонцестояння, коли південна півкуля найбільше обернена до Сонця.
У північній півкулі, цій широті відповідає тропік Рака. Широти, розташовані на південь від тропіка Козорога, перебувають у південному помірному поясі. Регіон між тропіками Козорога (на півдні) та Рака (на півночі) відомий як тропіки.
Тропік Козорога отримав свою назву майже 2000 років тому, коли в день зимового сонцестояння сонце перебувало в сузір'ї Козорога. В наш час точка зимового сонцестояння перебуває в сузір'ї Стрільця. Ця зміна зумовлена прецесією земної осі.
Слово «тропік» походить від грец. τροπικός, що означає «повертати»; для земного спостерігача Сонце під час сонцестоянь візуально ніби зупиняється у річному русі небосхилом, а потім «повертає назад».
Розташування тропіка Козорога дещо змінюється із часом. Основною причиною є нутація земної осі.

## Географія

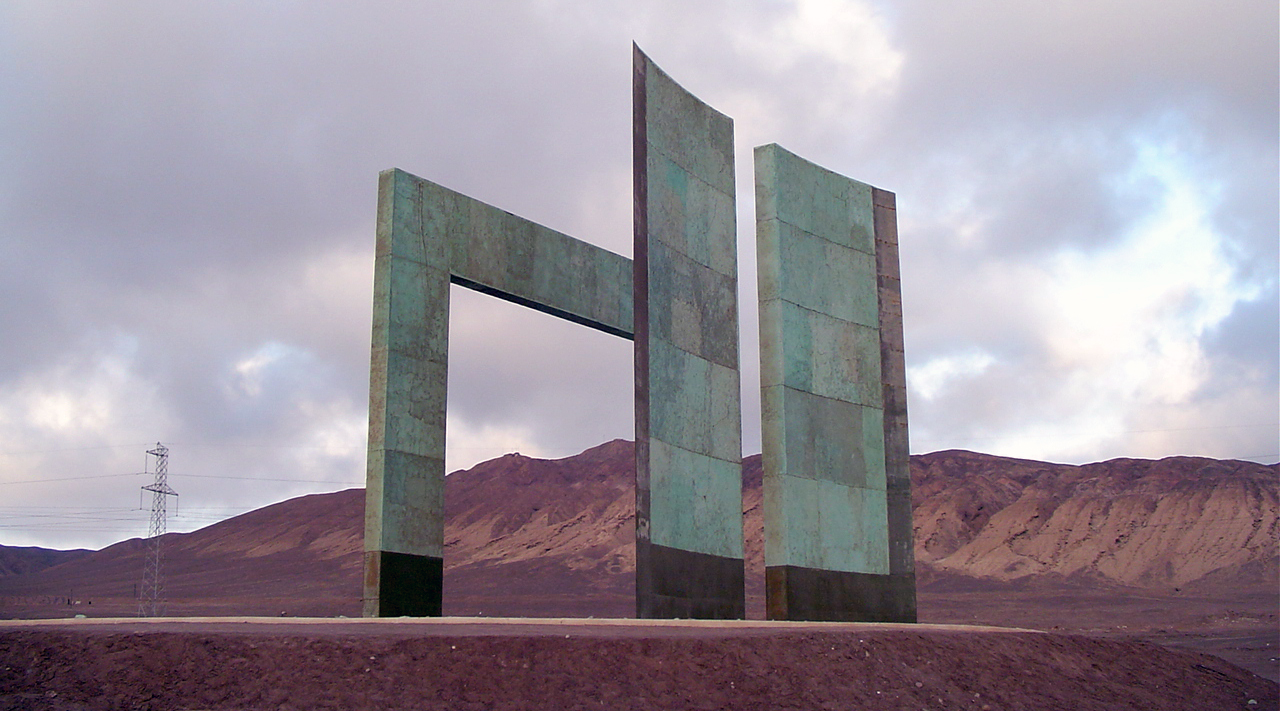
Монумент, що позначає тропік Козорога, розташований якраз на північ від Антофаґасти, Чилі.

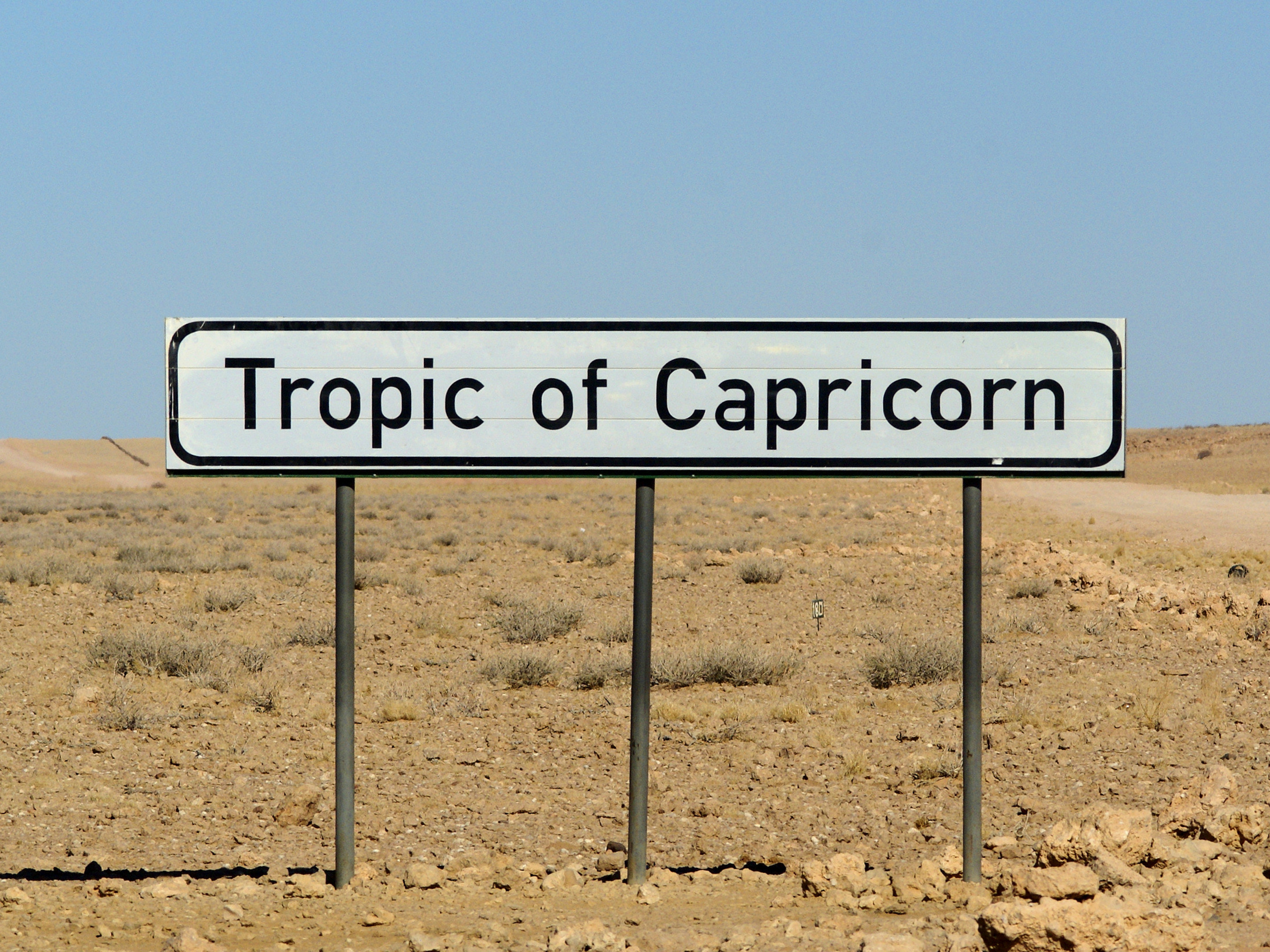
Знак, котрий позначає тропік Козорога, що проходить через Намібію.

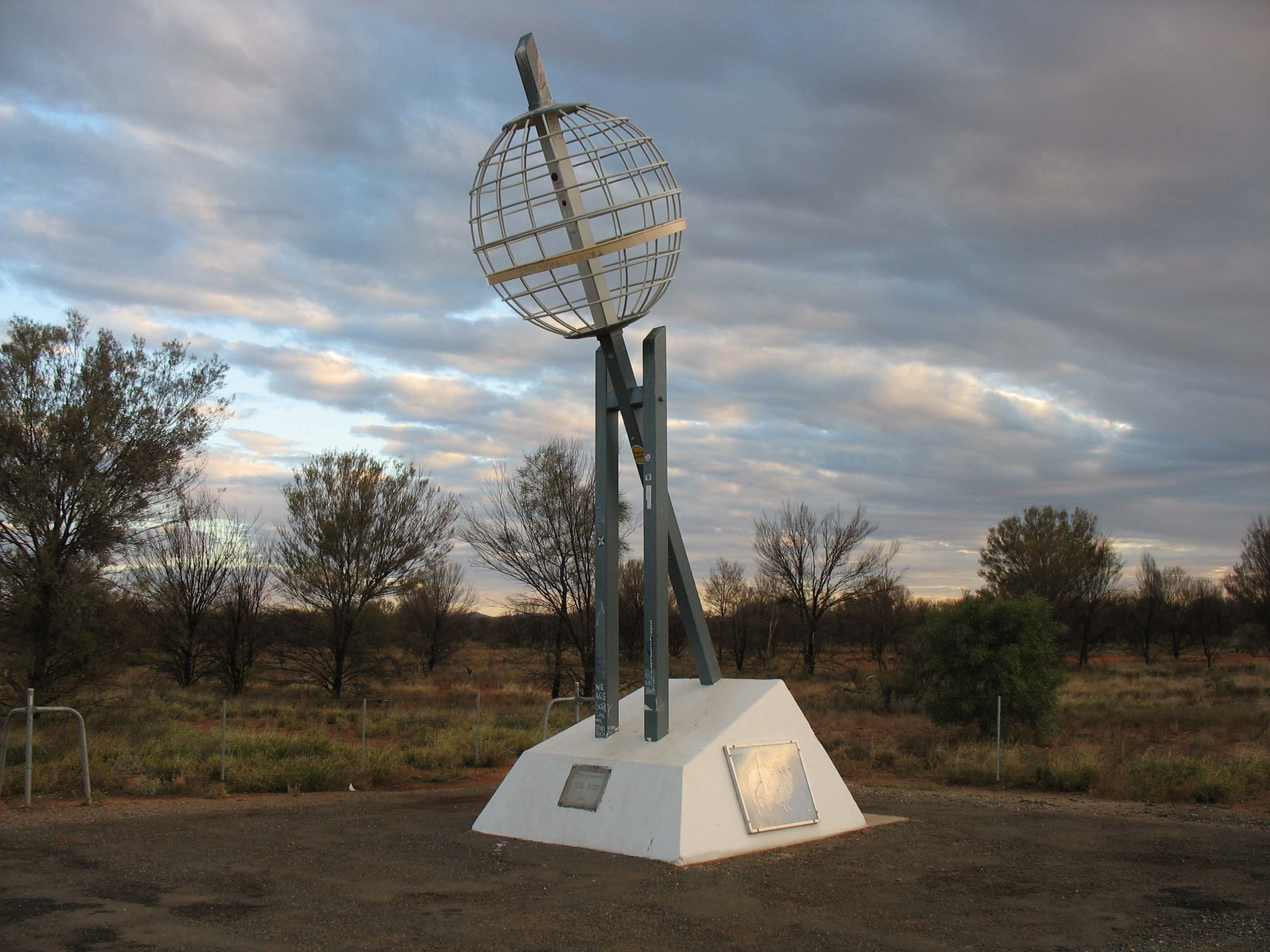
Монумент, що позначає тропік Козорога на північ від Аліс-Спрингс, Австралія.

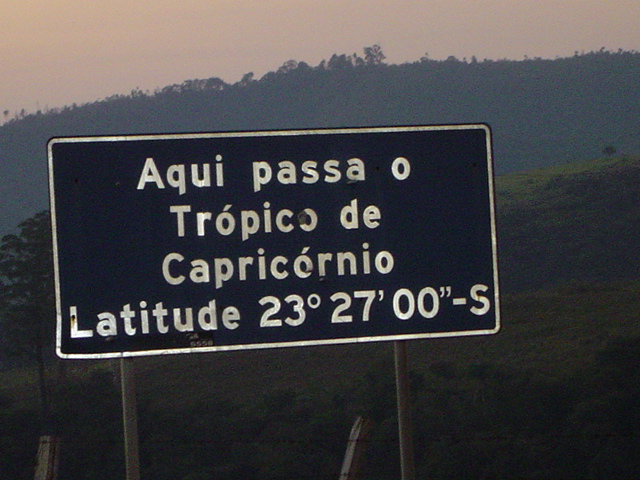
Дорожній знак, що позначає тропік Козорога в місті Сантана-ді-Парнаїба, Бразилія.

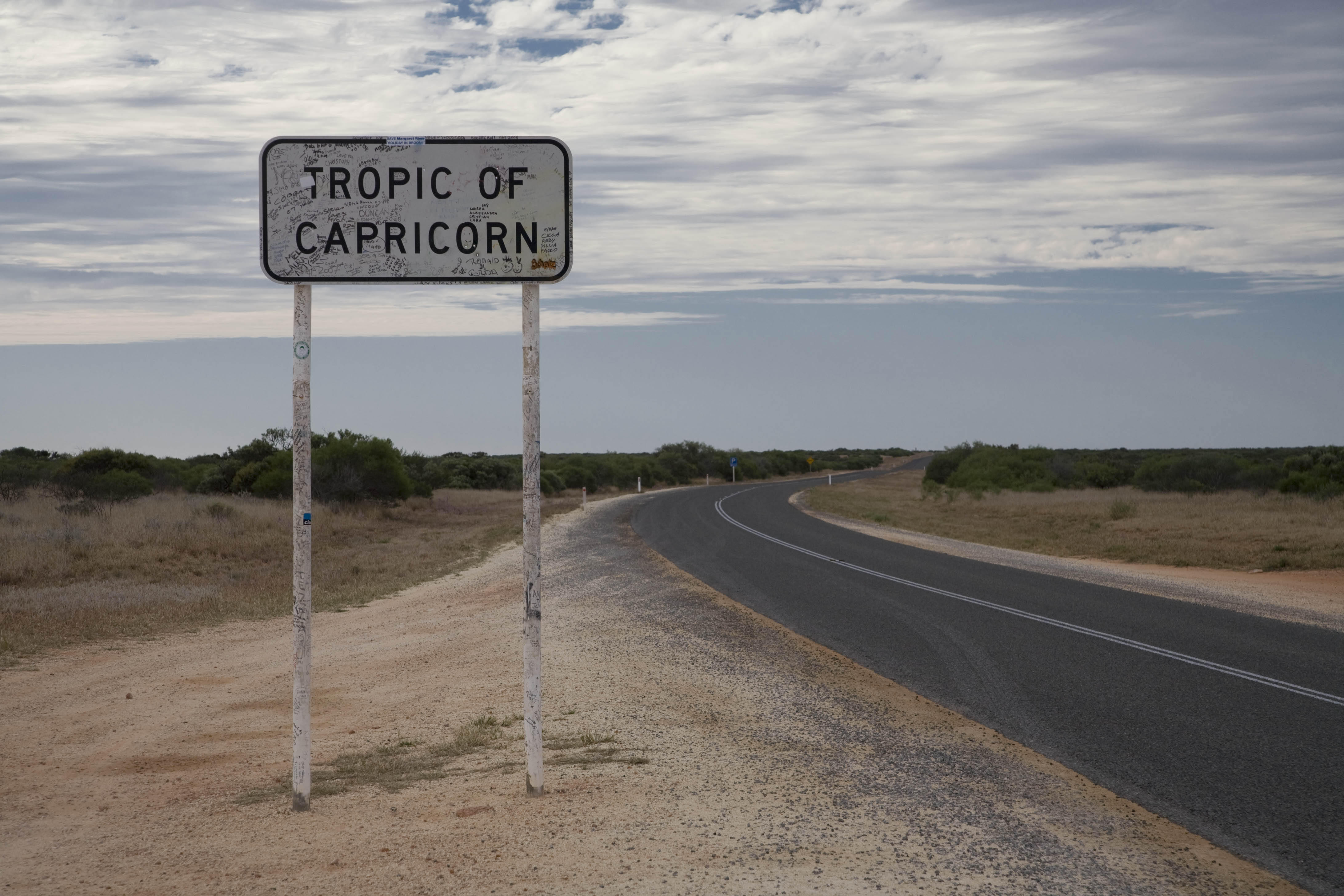
Дорожній знак, що позначає тропік Козорога у Західній Австралії

Починаючи з Гринвіцького меридіану та рухаючись на схід, тропік Козорога проходить через:
| Країна, територія або море | Примітки                                                                                         |
| -------------------------- | ------------------------------------------------------------------------------------------------ |
| Атлантичний океан          |                                                                                                  |
| Намібія                    |                                                                                                  |
| Ботсвана                   |                                                                                                  |
| ПАР                        |                                                                                                  |
| Мозамбік                   | Газа Іньямбане                                                                                   |
| Індійський океан           | Мозамбіцька протока                                                                              |
| Мадагаскар                 | Туліара Фіанаранцуа                                                                              |
| Індійський океан           |                                                                                                  |
| Австралія                  | Західна Австралія Північна територія Квінсленд                                                   |
| Тихий океан                | Коралове море, проходить трохи південніше рифу Като                                              |
| Тихий океан                | Проходить на північ від рифів Мінерва ( Тонга), та на південь від Тубуаї ( Французька Полінезія) |
| Чилі                       | Антофаґаста                                                                                      |
| Аргентина                  | Жужуй Сальта Жужуй Формоса                                                                       |
| Парагвай                   | Бокерон Пресіденте-Аєс Консепсьйон Сан-Педро Амамбай                                             |
| Бразилія                   | Мату-Гросу-ду-Сул Парана Сан-Паулу                                                               |
| Атлантичний океан          |                                                                                                  |

## Міста, розташовані на тропіку Козорога
Цей перелік є неповним. Існує багато інших міст, які розташовані на тропіку Козорога.
- Аліс-Спрингс
- Емералд
- Рокгемптон
- Сан-Паулу  Бразилія
- Маринга  Бразилія
- Можі-дас-Крузіс  Бразилія
- Ітакуакесетуба  Бразилія
- Убатуба  Бразилія